# ゴナルス
ゴナルス（伊: Gonars）は、イタリア共和国フリウリ＝ヴェネツィア・ジュリア州ウーディネ県にある、人口約4,500人の基礎自治体（コムーネ）。

## 地理

### 位置・広がり

#### 隣接コムーネ
隣接するコムーネは以下の通り。
- バニャーリア・アルサ
- ビチニッコ
- カスティオンス・ディ・ストラーダ
- パルマノーヴァ
- ポルペット
- サンタ・マリーア・ラ・ロンガ
- トルヴィスコーザ

### 気候分類・地震分類
ゴナルスにおけるイタリアの気候分類 (it) および度日は、zona E, 2201 GGである。
また、イタリアの地震リスク階級 (it) では、zona 3 (sismicità bassa) に分類される。